# Файинген-ан-дер-Энц
Фа́йхинген-на-Энце (нем. Vaihingen an der Enz) — город в Германии между Пфорцхаймом и Людвигсбургом, расположен в земле Баден-Вюртемберг.
Подчинён административному округу Штутгарт. Входит в состав района Людвигсбург. Население составляет 28 833 человека (на 31 декабря 2010 года). Занимает площадь 73,41 км². Официальный код — 08 1 18 073.
Город подразделяется на 8 городских районов.

## История
Предполодительно, Файхинген мог быть основан в 799 году, но документы не ясны. В документах 1252 года Файхинген упоминается непосредственно как город, основанный графом Готфридом фон Файхингеном. Город несколько раз переходил из рук в руки. В XVI веке он стал протестантским городом. Во время Тридцатилетней войны Файхинген осаждался как протестантскими, так и католическими войсками. Последствия революции 1848 года вызвали неурожай и инфляцию, а население города сократилось за счёт большой эмиграции. В начале 1900-х годов соединение с сетью железных дорог привело к росту города. В 1938 году Файинген стал региональным центром.
Во время Второй мировой войны здесь находился концлагерь Файхинген-ан-дер-Энц.

## Экономика
Файхинген больше всего известен как центр виноделия. Также в городе работают JUNG Bonbonfabrik GmbH & Co (одна из старейших кондитерских фабрик в Германии), производители бытовой техники Fakir Hausgeräte GmbH и Stanzerei Dr. Karl Bausch GmbH & Co.

## Известные уроженцы
- Иоганн Якоб Циммерман (1644—1693) — немецкий нонконформистский богослов, милленарий, математик, астролог и астроном.
- Яков Фридрих Абель — (1751—1829) — немецкий философ.
- Карл Фридрих Генслер (1761—1825) — немецкий писатель, драматург и актёр.
- Константин Карл Герман фон Нейрат (1873—1956) — немецкий дипломат, министр иностранных дел Германии (1932—1938) и рейхспротектор Богемии и Моравии (1939—1943); обергруппенфюрер СС.
- Август Фридрих Кельнер (1885—1970) — немецкий военный юрист и политик (социал-демократ).
- Хартвиг Гаудер (1954—2020) — немецкий легкоатлет (спортивная ходьба), чемпион и призёр чемпионатов Европы, мира и Олимпийских игр, участник трёх Олимпиад, олимпийский рекордсмен.

## Фотографии
- Вокзал
- Ратуша